# Ha Keillah
Ha Keillah ("La comunità") è una rivista bimestrale ebraica torinese, organo del Gruppo di Studi Ebraici.

## Storia
La rivista nacque nel 1975 in aperta critica nei confronti dell'impostazione di allora della comunità ebraica di Torino, ritenuta troppo "burocratica", e per sostenere un diverso modo di essere comunità (donde il nome, che rimnda al termine ebraico Kehilla), di maggiore respiro culturale.
Da allora la rivista sviluppa riflessioni su alcuni temi significativi per la comunità ebraica italiana, ma non solo: l'identità ebraica e il suo rapporto con il mondo contemporaneo; i rapporti della comunità ebraica con lo stato italiano; l'evoluzione della comunità ebraica italiana; lo stato d'Israele e i suoi rapporti con i palestinesi; i  rapporti fra la comunità ebraica e il Fascismo, fino all'epilogo tragico della Shoah; la democratizzazione dell'Italia.
Fra i collaboratori che si sono succeduti nel tempo, ci sono i fondatori, Giorgina Arian Levi, Guido Fubini e Giuseppe Tedesco, i successivi direttori David Sorani, Vicky Franzinetti e Anna Segre, e poi intellettuali come Emilio Jona e Aldo Zargani.